# Епікід
Епікід — тиран Сиракуз з 214 до 212 року до н. е.

## Біографічні відомості
Походив із сиракузької родини, мати його була карфагенянкою. Під час перемовин царя Сиракуз Гієроніма з Ганнібалом Баркою, останній спрямував Епікіда та його брата Гіппократа до Сиракуз як своїх посланців. Після чого вони були разом з Гієронімом.
Після загибелі Гієроніма Епікід та Гіппократ залишалися з 4000 вояків у Леонтінах. Це місто вирішив відвоювати римський намісник Марк Клавдій Марцелл. Раптово він напав на Леонтіни й вщент зруйнував їх. Епікід та його брат Гіпократ встигли втекти до Гербеса. В цей час 8000 сиракузян на чолі із Діноменом та Сосідом підійшли до Леонтін. Після цього вони попрямували до Мегари Гіблейської, а згодом взяли в облогу Гербес, де ховалися Гіппократ та Епікід.
Тоді Епікід разом з братом вирішив вийти до війська. Спроби Діномена та Сосіда заарештувати братів виявилися невдалими. Війська перейшли на бік Епікіда, колишні очільники втекли до Сиракуз. Незабаром сюди підійшли Епікід й Гіппократ з військом. Сиракузи пали. Відразу усі ради отримали волю. Почалася підготовка війни з Римом. Водночас і Марцелл підійшов до Сиракуз, але не зміг їх узяти. Карфагенський уряд вирішив скористатися з цих обставин й спрямував на Сицилію свого полководця Гімількон. Йому на допомогу пішов Гіппократ.
Головою Сиракуз залишився Епікід. Він з 214 до 212 року до н. е. керував обороною Сиракуз. Тут він до останнього чинив спротив римлянанам. Зрозумівши неможливість подальшого пору, залишив острів Ортігію й відступив до Аграганту. З цього міста разом карфагенським полководцем Ганноном почав боротися проти римлян. Але в тому же році (212 до н. е.) об'єднанні сили Ганнона та Епікіда були розбиті Марцеллом на річці Гімера. Після цього Епікід втік спочатку до Аграганта, а потім у 210 році до н. е. до Карфагена. Подальша його доля невідома.